# Alesanco
Alesanco ist ein Ort und eine Gemeinde (municipio) mit 480 Einwohnern (Stand: 2024) im Westen der nordspanischen Autonomen Region La Rioja. Der Ort liegt ein wenig südlich der Hauptstrecke des Jakobswegs (Camino Francés); die Gemeinde gehört zum Weinbaugebiet der Rioja Alta.

## Lage und Klima
Der Weinort Alesanco liegt am Río Tuerto ca. 35 km (Fahrtstrecke) westlich der Provinzhauptstadt Logroño in einer Höhe von ca. 565 m; die historisch und kulturell bedeutsame Stadt Santo Domingo de la Calzada ist nur knapp 14 km in nordwestlicher Richtung entfernt. Das Klima ist gemäßigt bis warm; Regen (ca. 615 mm/Jahr) fällt überwiegend im Winterhalbjahr.

## Bevölkerungsentwicklung
| Jahr      | 1857  | 1900  | 1950  | 2001 | 2018 |
| Einwohner | 1.240 | 1.308 | 1.135 | 476  | 502  |

Die Reblauskrise im Weinbau, die zunehmende Mechanisierung der Landwirtschaft, die Aufgabe bäuerlicher Kleinbetriebe und die daraus resultierende Arbeitslosigkeit haben seit der Mitte des 20. Jahrhunderts zu einem deutlichen Bevölkerungsrückgang geführt (Landflucht).

## Wirtschaft
In früheren Jahrhunderten lebten die Einwohner des Ortes weitgehend als Selbstversorger direkt oder indirekt (als Handwerker und Kleingewerbetreibende) von der in der Umgebung betriebenen Landwirtschaft. Bereits in vorrömischer Zeit verband ein in der Nähe gelegener Handelsweg das Ebro-Tal mit der Iberischen Meseta. Der seit den Zeiten der Römer betriebene Weinbau gewann vor allem im 19. Jahrhundert an Bedeutung, als sich französische Winzer im Ebro-Tal niederließen, um dort Wein nach französischem Vorbild zu produzieren.

## Geschichte

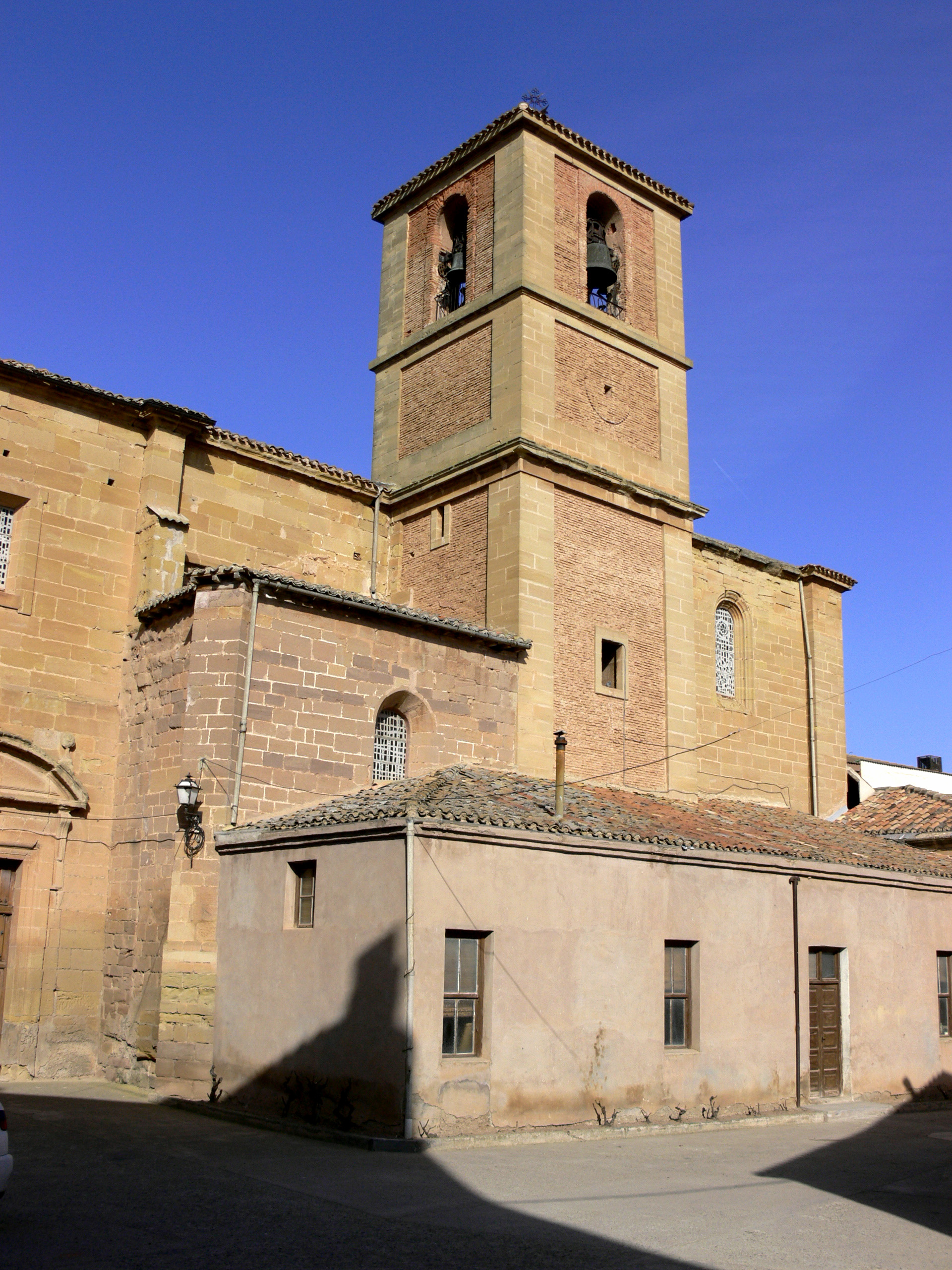
Alesanco – Iglesia de Nuestra Señora de la Asunción

Prähistorische, keltiberische, römische, westgotische und selbst maurische Spuren wurden auf dem Gemeindegebiet nicht gemacht, doch bereits in der Crónica Albeldense (um 860) wird der Ortsname erwähnt. Um das Jahr 920 eroberte Sancho I. von Navarra das obere Ebro-Tal; es gelang ihm sogar ein kleines christliches Reich im südlich des Ebro gelegenen Iregua-Tal zu etablieren. Zu Beginn des 11. Jahrhunderts erlebte die Gegend unter Sancho III. von Navarra eine Blütezeit; er teilte sein Reich testamentarisch unter seine drei Söhne auf, was in der Folgezeit anhaltende territoriale Konflikte zwischen den Königreichen Navarra, Kastilien und Aragón zur Folge hatte. Im Jahr 1076 wurde die Gegend von Alfons VI. von Kastilien erobert.
Bis zur großen Gebietsreform des Jahres 1833 gehörte Alesanco zur altkastilischen Provinz Soria; danach wurde die Kleinstadt der neugeschaffenen Provinz Logroño zugeschlagen. Im Jahr 1980 wurde der Name der Provinz Logroño in La Rioja geändert; außerdem erhielt sie den Status einer Autonomen Region.

## Sehenswürdigkeiten
- Die im 16. Jahrhundert erbaute Iglesia de Nuestra Señora de la Asunción ist der Himmelfahrt Mariens geweiht; der seitliche, größtenteils aus Ziegelsteinen erbaute, Glockenturm (campanario) ist ca. 200 Jahre jünger. Das Innere der Kirche ist einschiffig mit Seitenkapellen und wird von einem spätgotischen Sterngewölbe überspannt. Das spätbarocke Altarretabel (retablo) wurde im Jahr 1769 vollendet.[3]

Umgebung
- Die in ihrer heutigen Gestalt aus dem 17./18. Jahrhundert stammende Ermita de Nuestra Señora del Prado steht – inmitten von Weinfeldern – etwa 1 km östlich des Ortes. Es wird vermutet, dass sich hier ehemals ein Ort und eine Kirche mit Namen San Pelayo befunden hat. Aus dieser Kirche stammt vielleicht noch die spätromanische Muttergottesstatue im Innern.[4]
- Das Kloster Santa María de San Salvador liegt nur etwa 4 km südwestlich auf dem Gebiet der Gemeinde Cañas.